# リリカ (雑誌)
『LYRICA 〜リリカ〜』（リリカ）は、かつて株式会社サンリオから発行されていた日本の漫画雑誌。

## 概要
1976年9月、月刊誌として誕生。
海外で英語版の出版を計画していたために、日本の漫画雑誌で初めての左綴じで横書き、全ページ、オールカラーで創刊された。また、辻信太郎によれば、左から右の横組み活字の雑誌は、左綴じにするのが自然だという理由もある。だが、右綴じの他の漫画雑誌に慣れた読者にとっては左綴じは読みづらく、売り上げは伸び悩んだ。
創刊号の執筆陣は『鉄腕アトム』などで知られる手塚治虫、『ハニーハニーのすてきな冒険』の水野英子、『あしたのジョー』で人気を集めたちばてつや、ベストセラー作家の山岸凉子、漫画版『銀河鉄道の夜』の作者・永島慎二、長年にわたりりぼん連載作品を手掛けたおおやちき、他、当時人気、実力ともに最前線の漫画家が名を連ね、その後も『仮面ライダー』や『サイボーグ009』で数多くの作品にも連載している石ノ森章太郎、『地球へ…』で花とゆめ連載作品でも執筆した竹宮恵子、『イグアナの娘』や『11人いる』で多数のSF漫画を手掛けた萩尾望都らが加わる。
マンガのほか、懸賞（サンリオ商品）、インテリアコーディネイト、ファッションコーディネイト、料理など、ティーンが好む情報を写真ではなく、カラーイラストで特集した。
しかし、人気漫画家にとって、月刊誌でオールカラーという企画はかなりスケジュールを圧迫する。そのために漫画ではなくイラストに詩や物語を書いたものや、三色刷り・二色刷りのページが増え、号を追うにしたがって当初の美しさはなくなり紙質が落ち、雑誌の勢い・人気は徐々に低下。ついには「休刊」（事実上の廃刊）になった。
1979年、3月号（第29号）をもって廃刊。
なお、定期刊行分の他に増刊号として、『石森章太郎メルヘン寓画』『ユニコ特集号』が刊行された。

## 掲載作品
※作者の五十音順
- ちいさな愛をクレヨン[3]（愛まひろ）
- 手塚プロ騒動記（ふくた啓子名義）[3]（石坂啓）
- 魔法世界のジュン[3]（石ノ森章太郎）
- 舞踏会の夜[3]、マギー・メイの家賃とりたて[3][4]、フェミニンの三姉妹[3][4]、架空園詩情[3]、ミカと虹ネコくん[3]、天使がとぶとき[3]、宇宙のかなたから（「イズミヨーコ」名義）[3]、続・宇宙のかなたから（「イズミヨーコ」名義）[3]、マギーメイの下宿館（「イズミヨーコ」名義）[3]（和泉洋子）
- ペンキンさん（市川みさこ）[3]
- 地中海幻想[3]、緑の木[3]、木曜日の寒さ[3]、おらが村そのご神木[3]、失恋ラブソディー[3]、いえかんざし[3][5]（伊東愛子）
- ラブ・チャンスは７日間[3][6]（伊藤恵子）
- てんまり子だぬき[3]（いまいかおる）
- 透視学入門[3]、猫と王様[3]、だまし絵・変わり絵[3]（宇野亜喜良）
- キャンバス８[3]（内田美奈子）
- 若草物語[3]、白雪姫幻想[3]、神無月の都忘れ[3] 、オレンジ月夜のイカロス[3]（内田善美）
- おれは片目のドン[3]（大島やすいち）
- どんじゃらほい!すずらんモーニング!!（とじ込み付録）[3]、ディーゼル・カー[3]（大島弓子）
- 緋色の花衣[3]、三日月夜話[7]、火の国の娘[3]、プーキー・マイラブ[3]（大谷てるみ）
- 幸福なフランチェスカ[3]（大原まどか）
- おかしな国のアリス[3]、鏡の中のひとり言[3]、雲さん　雲さん[3]、編み編みかかしさん[3]、七色あかんべ[3]、チーズケーキ[3]、水風船[3]、ののはなりぼん[3]（おおやちき）
- 草花哀歌[3]、あせらないで[3]（大山和栄）
- 窓[3]（風野朱美）
- ところでネェ春樹くん[3]（風間宏子）
- さよならひとりぼっち[3]、ちっちゃなちっちゃなものがたり[3]、寒い海猫[3]、里子の恋人[3]、糸杉荘[3]（粕谷紀子）
- 竜座の暗黒星[3]（神奈幸子）
- ヘレンちゃんぶるーす[3]（かれくさとんこ）
- あなたのラビットテール[3]、王子さまでなくっちゃいや！！[3]、ぼくの心のひとかけら[3]、愛しのミイラ怪人[3]、ライムコロン・ファンタジィ[3]（岸本理生）
- クリスマスの夜に・・・[3]（北島洋子）
- こぞと桃太郎とおひめさま[3]、なぞなぞ[3]（木原敏江）
- ローズバットロージー[3]、となりの一平くん[3]（樹村みのり）
- レントイゼルの夜の夢[3]、閑人クラブ[3]、ひまじん荘[3]（倉多江美）
- 忍者学園くの一組[3]（後藤ゆきお）
- とんでもピッピッピ[3]、うらら　よセンかい！！[3]、かいじゅうが翔んだ日[3]、毛布の中の子猫ちゃん[3]（小橋とも子）
- タイム・ジャンプ[3]、男・貴史恋告白記[3]（小森麻実）
- 星の動く音[3]（坂口尚）
- たとえば[3]、バオバブの木[3]（坂田靖子）
- 海よ（ラ・メール）（ささやななえ名義）[3]、イムメンゼー　ーみずうみー（ささやななえ名義）[3]（ささやななえこ）
- 窓を開ければ・・・[3]、一子の四季[3]（汐見朝子）
- HELLO KITTY[3]（清水侑子）
- かいねこお玉ヶ池[3]、お城ものがたり[3]（ジャンボ・KAME）
- あしたには[3]（庄司陽子）
- 朝の光を小ビンにつめて（「白石あい」名義）[3]、樹梨絵（「白石あい」名義）[3]、キャンディババロアチョコレート[3]、ロックン・ロールでつかまえて[3]、風になるとき[3]（しらいしあい）
- ５色の虹に愛こめて[3]、不思議の国のハッピー＝ルルー[3]、ヒューマン・ゾーンのおむかえ人[3]（白沢冬香）
- ラッパ森の物語[3]、夢の夢[3]、駆けてゆきたい季節[3]（曽根富美子）
- フラワーヘアー[3]（高橋真琴）
- こんにちはたんぽぽさん[3]、そよ風の初恋[3]、夏色の思い出[3]、あじさい[3]（高橋亮子）
- パリ・ジェンヌヴィエーヴ通り・人形館[3]、薔薇色荘午後のお茶会[3]、銀色の五月・雨の庭[3]、心の扉をあけて[3]（竹宮恵子）
- パコペー[3]（たちいりハルコ）
- 樹梨絵[3]、ドタドタドラ子[3]（立木じゅん）
- 繭の箱舟[3]、少年忌[3]、青い鳥の群れ[3]、虫ことば[3]、地球儀の海[3]、君は風をみたかい[3]（立原あゆみ）
- 水中天国[3]（竜樹諒）
- ファンタジックナイト[3]、銀色のシンフォニア[3]、ミューズの子[3]（たらさわみち）
- レコとマー坊（ちばてつや）
- ユニコ[3]、白くじゃくの歌[3]、緑の果て・・・[3]、火の輪[3]（手塚治虫）
- ひとは自分の欠点を愛す[3]、女は結婚前に泣き男はあとで泣く[3]、男の愛はその生活の一部であり女の愛はその全部である。[3]、娘心のうらおもて[3]、首輪をさせない猫がいた！[3]、春一番の失恋[3]、クロベエ家出の巻[3]、おちそうで落ちないリリィの恋の巻[3]、雨の夜の巻[3]、旅人の一夜[3]、米福栗福[3]、まんが昔ばなし[3]、リリィのブルース（永島慎二）
- 大理石の花嫁[3]（名香智子）
- さびしい森のかいぶつさん[3]、ポージィ・パイルのすてきな一日[3]（中山星香）
- あじさい色の雨の日に[3]、陽だまり時計のメロディー[3]、白いカップに微笑うかべて[3]（流悦子）
- 手塚プロ騒動記[3]（七瀬カイ）
- わたしのトムピリビ[3]、天使の瞳はすみれ色[3]、シェリーにやさしい口づけを[3]（奈村祐子）
- なっちゃんのトランプ[3]（奈知未佐子）
- 春の色にそめかえて[3]（南部あけみ〔ママ〕）
- アラン模様の菜園で[3]、北向き窓たちの国[3]（南部ひろみ）
- 瑠璃の海[3]、黒い髪のアリス[3]、学生街の曲がり角[3]（のがみけい）
- 桜の木の下[3]、なつのおもいで[3]、あしたね・・・[3]（萩尾望都）
- レディ（原田千代子名義）[3]、カントリー・ライフ（原田千代子名義）[3]、虹色の谷（原田千代子名義）[3]、ブラックサン（原田千代子名義）[3]（はらだ蘭）
- ヒット・ヒット・ヒット[3]（ひとみとしお）
- 手塚プロ騒動記[3]（ひゃくた保孝）
- 少女の夢は[3]、赤い靴とジプシー[3]、花の樹ものがたり[3]、オリンポスの涙[3]、おいでアイリス[3]（平田真貴子）
- 秘密の花園[3]、最後の一葉[3]、クリスマス・カロル[3]、雪の女王[3]（藤城清治）
- ぼくと遊ぼうよ[3]（文月今日子）
- ホクロ天使[3]（牧野和子）
- ペガサスの翼[3]、宝石物語[3]、こっちむいてルウルウ[3]、緑の騎士[3]、風見鳥のように・・・[3]、石の花[3]、午後のお客様（とじ込み付録）[3]、桜よ桜・・・[3]、モンテ・カルロは大混戦[3]、銀色の獅子たち[3]、ガラス玉[3]（まつざきあけみ）
- 銀色の獅子たち、約束[3]、赤毛のアン[3]、妖精たちのサマーホリディ[3]、想い出を売る店[3]、ハッピーエンドじゃ終わらない[3]、私の愛したスーパーマン[3]、真夜中に愛してもう一度[3]、ミルクキャラメルララバイ[3]、シンデレラの小さな幸福[3]（松苗あけみ）
- おねいちゃまとわたし（真理ひづき名義）[3]、木霊（真理ひづき名義）[3]、水落物語（真理ひづき名義）[3]、さよならMR.ロックンローラー（真理ひづき名義）[3]、狭き門（真理ひづき名義）[3]、花屋敷から歌をのせて（真理ひづき名義）[3]、ふたひらの花びらのように（真理ひづき名義）[3]、南京街慕情（真理ひづき名義）[3]、やさしい悪魔の王子さま（真理ひづき名義）[3]、マスカット・ココナッツ・バナナ・メロン（真理ひづき名義）[3]、ミスター・サマータイム（真理ひづき名義）[3]、ハートのAがでてこない（真理ひづき名義）[3]、シュガータウンのお嬢さん（真理ひづき名義）[3]、さみしい異邦人（真理ひづき名義）[3]（久掛彦見）
- 伝説[3]、惑星ソドミス対レスビス宇宙大戦争[3]（水野英子）
- 子供天国[3]、早春賦[3]、ろぉてぃん・ぶるぅす[3]（水口令子）
- 妖精フローレンス[3]（ベッキー・ミルズ）
- 雨のしずくのペンダント[3]、ホレておるのだ明智くん[3]（森永真理）
- ザ・スワン[3]（ドン・モーガン）
- ロンド・メタモフォーズ（睦月とみ名義）[3]、うその鳥（睦月とみ名義）[3]、空へ、むかってサンバ！（睦月とみ名義）[3]、タテハの森のわたしから（睦月とみ名義）[3]、この道、何処へ！（睦月とみ名義）[3]、奈っちゃん株式会社としては、（睦月とみ名義）[3]、メイの黄色いリボン（睦月とみ名義）[3]、はるか（睦月とみ名義）[3]、ララの奇蹟（睦月とみ名義）[3]、夢の木（睦月とみ名義）[3]、風の館（睦月とみ名義）[3]、どこかに風待草（睦月とみ名義）[3]（矢代まさこ）
- 2ページの旅[3]、チリンの鈴（原作）[3]（やなせたかし）
- 初恋絵草紙[3]（山内左智子）
- 落窪物語（山岸凉子）[3]
- ないしょばなし[3]、パパとジュジュの歌[3]、７月の恋占い[3]、いつの日か海へ[3]、ゆきの記憶[3]、ペパーミント・キャンディの魔法[3]（湯村たい子）
- 手塚プロ騒動記[3]（わたべじゅん）